# Habib Miyan
Habib Miyan (dice nacer 28 de mayo de 1878 - 19 de agosto de 2008), que en caso de ser cierto, se ha convertido en la persona que más años ha vivido.

## Controversia
Aunque su edad real es todavía controvertida, ya que no existen registros claros de nacimiento para verificar sus afirmaciones. En numerosas ocasiones, ha reclamado haber nacido en 1870, aunque los registros oficiales de ese país aseguran que nació en 1878. En cualquier caso, nació en Rajastán, Jaipur, India.
De acuerdo con su discurso sobre el estado de pensión emitida por libros y registros oficiales, Habib Miyan nació 28 de mayo de 1878. Si esta fecha es correcta, Miyan habría sido la persona viva más anciana del mundo con 130 años, seguido por la francesa Jeanne Calment 1997 (que murió a los 122 años). 
Miyan fue conocido en el 2004 cuando hizo la peregrinación a La Meca después de generosas donaciones de benefactores de los fondos necesarios. Era viudo desde hacía 70 años y se había jubilado en 1938 a los 68 años tras una carrera como músico clarinetista en la corte del rey, el rajá Man Singh.
El anciano estaba ciego desde hacía más de medio siglo y su movilidad estaba limitada desde hacía unos años. Se pasaba la mayor parte del tiempo rezando y contando historias a los 140 miembros de su familia.
Falleció el 19 de agosto de 2008.